# Gare de Villette
La gare de Villette est une gare ferroviaire située sur le territoire de la localité de Villette, appartenant à la commune suisse de Bourg-en-Lavaux dans le canton de Vaud.

## Situation ferroviaire
Établie à 387,5 mètres d'altitude, la gare de Villette est située au point kilométrique 6,68 de la ligne du Simplon, entre les gares de Lutry (en direction de Lausanne) et de Cully (en direction de Brigue).
Elle est dotée de deux voies entourées par deux quais latéraux.

## Histoire
Une première maison de garde a été construite à l'emplacement de la gare en 1857. La halte à proprement dite a été construite en 1900.

## Service des voyageurs

### Accueil
Gare des CFF, elle est dotée d'un abri et d'un distributeur automatique de titres de transport sur chaque quai. La gare n'est pas accessible aux personnes à mobilité réduite.

### Desserte
La gare fait partie du réseau express régional vaudois, assurant des liaisons rapides à fréquence élevée dans l'ensemble du canton de Vaud. Elle est desservie par les lignes R1 et R2 reliant Grandson à Cully,.

### Intermodalité
Aucun autre moyen de transport ne passe à proximité de la gare de Villette.